# Eye Dance
Eye Dance è un album dei Boney M. pubblicato nel 1985.

## Tracce
1. Young, Free And Single – 4:12
2. Todos Buenos – 4:36
3. Give It Up – 3:59
4. Sample City – 3:46
5. My Cherie Amour – 4:06
6. Eye Dance – 4:06
7. Got Cha Loco – 3:36
8. Dreadlock Holiday – 4:53
9. Chica Da Silva – 4:34
10. Bang Bang Lulu – 3:01

## Descrizione
È l'ultimo album del gruppo. Dopo usciranno solo raccolte con qualche sporadica nuova incisione (soprattutto re-incisioni dei loro classici).